# De Havilland Sea Vixen
Де Хевіленд DH.110 «Сі Віксен» (англ. de Havilland DH.110 Sea Vixen) — британський двомісний палубний винищувач. Здійснив перший політ 26 вересня 1951 року. Стояв на озброєнні авіації Королівських ВМС у 1959—1972 рр. Всього побудовано 145 машин. 
«Сі Віксен» відомий як перший британський бойовий літак, який не мав гарматно-кулеметної зброї, і був озброєним виключно ракетами і бомбами.

## Тактико-технічні характеристики

Схема літака Sea Vixen FAW.2

### Технічні характеристики
- Екіпаж: 2 людини
- Довжина: 16,94 м
- Розмах крила: 15,54 м
- Висота: 3,28 м
- Площа крила: 60,2 м2
- Маса порожнього: 12 680 кг
- Маса спорядженого: 18 860 кг
- Двигун: Роллс-Ройс «Ейвон» Mk.208 (2×50 кН)

### Льотні характеристики
- Максимальна швидкість біля землі: 1110 км/год
- Дальність польоту: 1270 км
- Практична стеля: 15 000 м
- Швидкопідйомність: 46 м/с (2760 м/хв)
- Питоме навантаження на крило: 313 кг/м2
- Тяго оснащеність: 0,54

### Озброєння
- Гармати: Немає
- Некеровані ракети: 4 × ПУ Matra з 18 × 68 мм НУРС SNEB
- Керовані ракети: 4 × УР «повітря—повітря» «Ред Топ» або «Файрстрик»
- Бомби: 2×230 кг

## Галерея

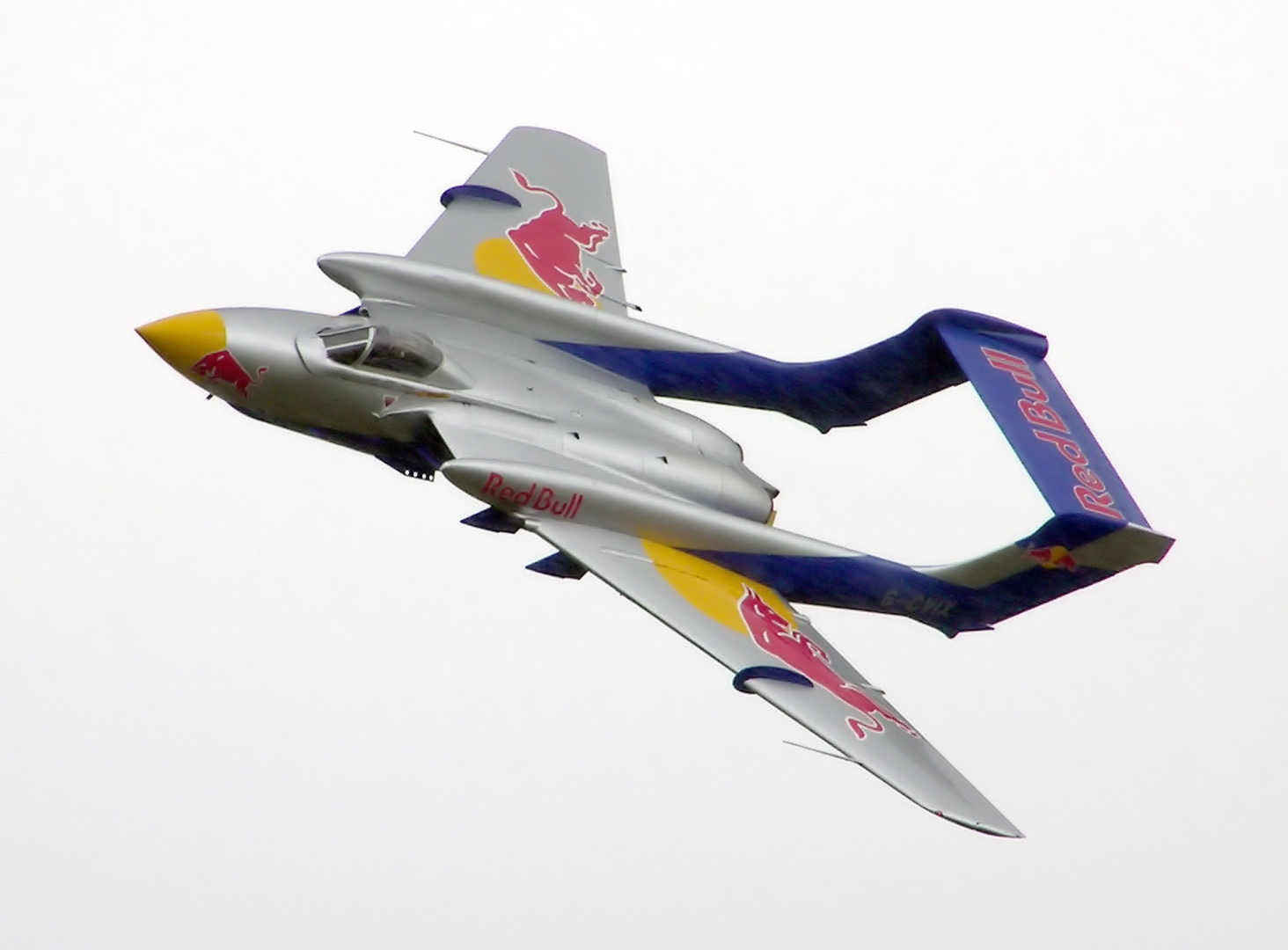
De Havilland Sea Vixen в лівреї Ред Булс на авіашоу у 2004 році. Після авіашоу була повернута ліврея Royal Navy.